# Semiothisa ancillata
Semiothisa ancillata là một loài bướm đêm trong họ Geometridae.